# ファイグ・アフメッド

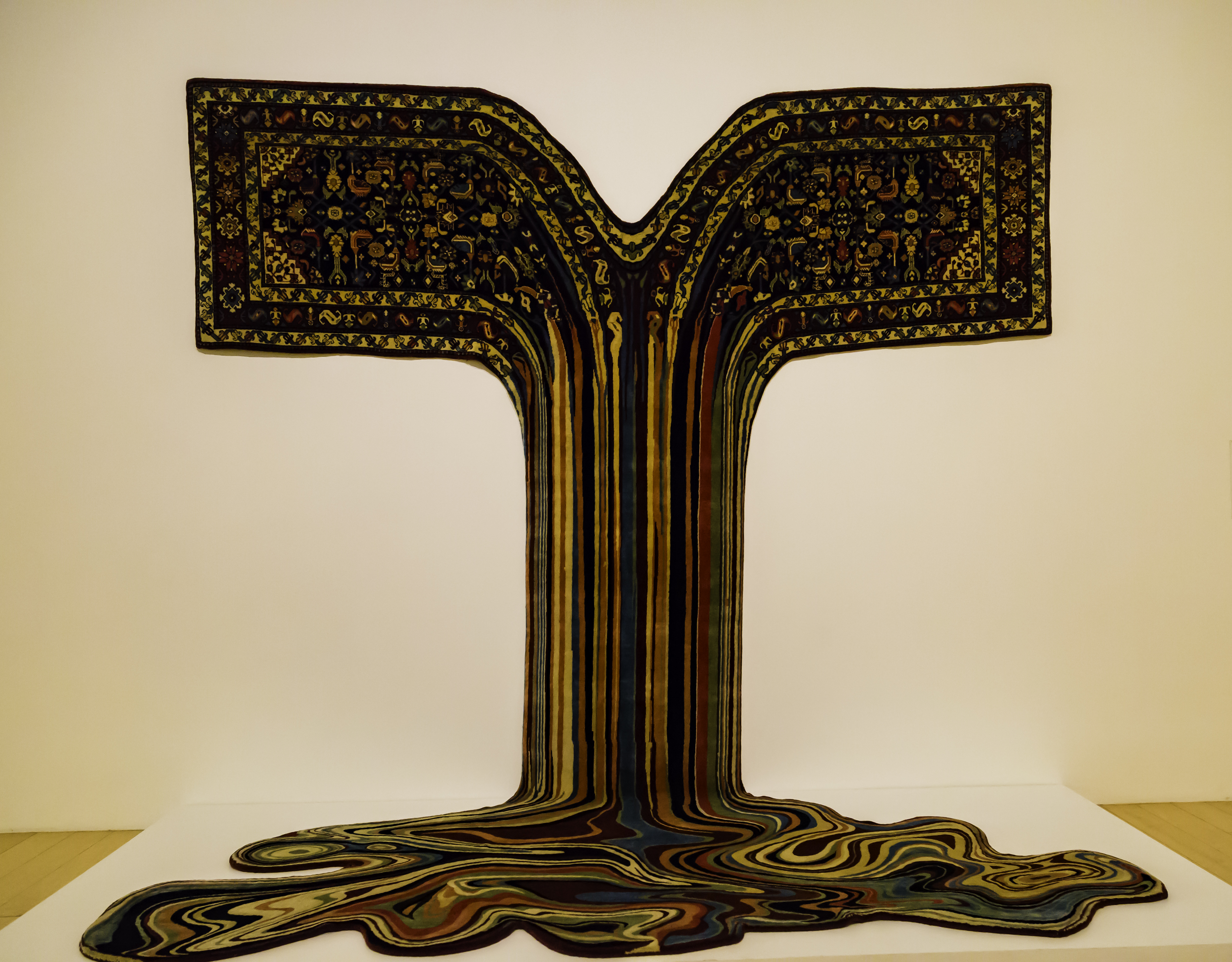
LACMAに展示された「Osho」

ファイグ・アフメッド（ アゼルバイジャン語: Faiq Əhməd、1982年 - ）は、アゼルバイジャンの現代視覚芸術家。視覚的な歪みを伝統的なオリエンタルラグに統合するシュルレアリスティックな織りでよく知られている 。 
アフメッドは2004年にバクーのアゼルバイジャン国立美術アカデミーで彫刻プログラムを卒業した  。2007年、アーメドの作品は ヴェネツィア・ビエンナーレのアゼルバイジャンの最初のパビリオンに含まれた  。 
アフメッドは彫刻、ビデオ、およびインスタレーションなどの複数のメディアで作品を作成しているが、錯視を適用する超現実主義的な織物で最もよく知られている。作品では伝統的なイスラムの絨毯の柄に、様々な視覚的な操作（グリッチ、溶融、ピクセル化、および解体など）を施す。  テキスタイル(布地)は、伝統的なアゼルバイジャン織りの技術に厳密な注意を払いながら、アフメッドのデザインに従う熟練した職人達によって製作されている  。 
アフメッドの絨毯彫刻はロサンゼルス・カウンティ美術館(LAMCA)、シアトル美術館、RISD美術館などの有名な公共美術館で展示された 。

## 参照資料
1. 1 2  “Faig Ahmed Pulls the Threads of Islamic Tradition with his Rewoven Rugs” (英語). Artsy. (2016年3月18日) 2018年11月20日閲覧。
2. 1 2  “Faig Ahmed” (英語). DIALOGIST. 2018年11月20日閲覧。
3. ↑  Binder. “Faig Ahmed, Azerbaijan. Venice Biennial 2007”. universes-in-universe.de. 2018年11月20日閲覧。
4. ↑  Cocozza, Paula (2016年11月13日). “Magic carpets: the art of Faig Ahmed's melted and pixellated rugs” (英語). The Guardian. ISSN 0261-3077 2019年1月2日閲覧。
5. ↑  Williams, Gisela (2016年5月10日). “A Rebellious Artist’s Psychedelic Rugs” (英語). The New York Times. ISSN 0362-4331 2019年1月2日閲覧。
6. ↑  Lewis. “This Artist Makes Traditional Carpets That Look Like They Were hit by a Software Bug” (英語). Smithsonian. 2019年1月2日閲覧。